# Malý Grič
Malý Grič (876 m n.p.m.) – szczyt w północnej części gór Ptacznik na Słowacji.

## Położenie
Leży w północnej części grupy zwanej Wysokim Ptacznikiem, ok. 2,2 km na północ od szczytu Veľký Grič (971 m n.p.m.). Wysunięty nieco (ok. 1,2 km) na wschód od głównego grzbietu Ptacznika, jest jednocześnie ostatnim (licząc z południa na północ) szczytem tych gór o wysokości przekraczającej 800 m n.p.m. Jest dobrze widoczny z położonej ok. 3 km na wschód od niego Handlovej.

## Charakterystyka
Ma kształt dość regularnego kopca o stromych stokach i niewielkiej, płaskiej wierzchowinie, wyraźnie górującego od zachodu nad Kotliną Handlowską. Zbudowany jest z wulkanicznych andezytów, które na wschodnich stokach tuż pod wierzchołkiem wychodzą na powierzchnię w postaci skalnej ściany urozmaiconej szeregiem ambon i baszt skalnych. W całości zalesiony – porośnięty jest głównie buczynami.

## Turystyka
Malý Grič jest licznie odwiedzany przez turystów, głównie dla pięknego widoku ze szczytu w kierunku wschodnim, na Kotlinę Handlowską i leżące poza nią Góry Krzemnickie. Jest zwłaszcza ulubionym celem krótkich wycieczek dla mieszkańców pobliskiej Handlovej. Północnymi podnóżami góry biegnie zielono  znakowany szlak turystyczny z Handlovej do Prievidzy. Na szczyt wiedzie odgałęziający się od niego na polanie Tri studničky, znakowany na żółto  (dawniej na zielono), krótki szlak dojściowy (ok. 45 min., w zejściu 30 min.).